# Martolos

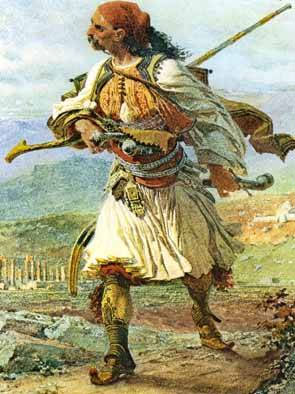
Representació del.

Armatoloi eren els membres amb salari de les forces otomanes de seguretat interna, reclutats principalment entre latifundistes grecs, serbis i búlgars cristians. El seu nom derivada del grec amartolos (corruptes) o bé armatolos (armats). Al segle xiv eren generalment espies. Els van dedicar a funcions de policia al segle xv, a cavall o a peu, i sovint patrullaven les fronteres en temps de pau, fent guàrdia a fortaleses i colls estratègics, i de vegades recaptant impostos. Els seus caps eren generalment turcs. Van restar fidels fins al segle xvii però llavors es van començar a donar casos de deserció o de passar a l'enemic als Balcans i el 1692 es va prohibir els cristians servir com a martolos als Balcans (gairebé l'únic lloc on servien) i el 1722 el governador de Rumèlia va fusionar als martolos que restaven (ja musulmans) amb la policia de seguretat local també musulmana (pandor).